# Kabinett Monroe
James Monroe wurde als bislang letzter Präsident der Vereinigten Staaten ohne eigentlichen Gegenkandidaten gewählt. Da vor der Wahl im Jahr 1820 sein Sieg faktisch feststand, gab es keinen Wahlkampf. Im Electoral College erhielt Monroe allerdings nicht sämtliche Stimmen: William Plumer wählte John Quincy Adams, der zu diesem Zeitpunkt Außenminister war und 1824 Monroe dann auch im Amt folgen sollte. Vier Jahre zuvor hatte Monroe, zuvor selbst Außenminister im Kabinett Madison, den Föderalisten Rufus King besiegt.
Finanzminister William Harris Crawford, Marineminister Benjamin Williams Crowninshield und Postminister Return Jonathan Meigs, die mit Monroe unter Präsident Madison gedient hatten, verblieben im Kabinett; lediglich Crawford behielt seinen Posten bis zum Ende von Monroes Präsidentschaft.
Nicht bereits im März 1817, sondern erst im Oktober desselben Jahres trat Kriegsminister John C. Calhoun sein Amt an. Bis dahin vertrat ihn George Graham kommissarisch, der dies bereits unter Präsident Madison seit Oktober 1816 getan hatte, als William Harris Crawford ins Finanzministerium gewechselt war.

## Mehrheit im Kongress
| Präsident                         | Präsident         | Kongress | Haus  | Haus    | Senat | Senat | Gesamt | Gesamt             |
| --------------------------------- | ----------------- | -------- | ----- | ------- | ----- | ----- | ------ | ------------------ |
|                                   | James Monroe (DR) | 15.      |       | 156/185 |       | 30/42 |        | Unified government |
| 16.                               | James Monroe (DR) | 160/186  | 37/46 |         |       |       |        | Unified government |
| 17.                               | James Monroe (DR) | 155/187  | 44/48 |         |       |       |        | Unified government |
| 18.                               | James Monroe (DR) | 189/213  | 43/48 |         |       |       |        | Unified government |
| Quelle: Repräsentantenhaus, Senat |                   |          |       |         |       |       |        |                    |

## Das Kabinett
| Ressort / Amt                          | Amtsinhaber                     | Partei | Partei                           | Zeitraum  | Bild |
| -------------------------------------- | ------------------------------- | ------ | -------------------------------- | --------- | ---- |
| Präsident der Vereinigten Staaten      | James Monroe                    |        | Demokratischer Republikaner (DR) | 1817–1825 |      |
| Vizepräsident der Vereinigten Staaten  | Daniel Decius Tompkins          |        | DR                               | 1817–1825 |      |
| Ministerämter                          |                                 |        |                                  |           |      |
| Außenminister der Vereinigten Staaten  | John Quincy Adams               |        | DR                               | 1817–1825 |      |
| Finanzminister der Vereinigten Staaten | William Harris Crawford         |        | DR                               | 1817–1825 |      |
| Kriegsminister der Vereinigten Staaten | John Caldwell Calhoun           |        | DR                               | 1817–1825 |      |
| Marineminister der Vereinigten Staaten | Benjamin Williams Crowninshield |        | DR                               | 1817–1818 |      |
| Marineminister der Vereinigten Staaten | Smith Thompson                  |        | DR                               | 1819–1823 |      |
| Marineminister der Vereinigten Staaten | Samuel Lewis Southard           |        | DR                               | 1823–1825 |      |
| Justizminister der Vereinigten Staaten | Richard Rush                    |        | Föderalist (F)                   | 1817      |      |
| Justizminister der Vereinigten Staaten | William Wirt                    |        | DR                               | 1817–1825 |      |
| Postminister der Vereinigten Staaten   | Return Jonathan Meigs           |        | DR                               | 1817–1823 |      |
| Postminister der Vereinigten Staaten   | John McLean                     |        | DR                               | 1823–1825 |      |